# 아카키우스 분열
아카키우스 분열은 484년 시작되어 거의 35년을 끌었던 로마 교회와 콘스탄티노폴리스 교회의 분열을 말한다.
단성론으로 비잔티움 제국의 사회와 교회가 혼란을 거듭하자 비잔티움 황제 제논과 콘스탄티노플 총대주교 아카키우스는 482년 〈헤노티콘〉(Henotikon)이라는 문서를 함께 발표하여 양측을 중재하려했다. 〈헤노티콘〉은 (그리스어로 '통합칙령'이라는 뜻)으로 325년의 제1차 니케아 공의회와 381년의 제1차 콘스탄티노플 공의회의 결정사항들을 실천하기 위한 문서로 예수 그리스도의 신성(神性)은 인정했지만, 451년의  칼케돈 공의회에서 확인된 그리스도의 신성과 인성에 대한 부분은 모호하게 대충 얼버무리고 넘어갔다.
콘스탄티노폴리스 총대주교 아카키우스는 모든 비잔티움 제국의 기독교 공동체에게 자신이 발표한 〈헤노티콘〉에 대한 동의를 받아내려고 애썼고 어느 정도 동방 교회에서는 평화를 가져오는데 성공했다. 그러나 로마 교회에 자문을 구하는 것을 소홀히 한 결과 교황 심플리치오와 그의 후임자 교황 펠릭스 3세의 분노를 샀다.
그런 가운데 황제 제논과 아카키우스는 말더듬이라는 별명을 가진 파울루스라는 단성론자를 알렉산드리아 총대주교로 임명하자 로마 교회는 더욱 화가 났고 펠릭스 3세는 아카키우스를 파문해 버렸다. 파문장은 양피지에 베껴 써서 소피아 대성당에서 예배를 드리는 아카키우스의 외투에 몰래 붙여졌다. 아카키우스는 몇달 뒤 그 파문장을 발견하고 거꾸로 로마의 교황을 파문해 버렸다. 이로써 로마 교구와 콘스탄티노폴리스 교구는 서로 동급의 지위를 갖게 되었고 양측의 분열은 가중되었다.
아카키우스는 콘스탄티노폴리스 교회의 예배 기도문에서 로마 주교(교황)에 관한 언급을 지워버리고 죽을 때까지 교황과 화해하지 않았다. 이 분열은 비록 519년에 유스티니아누스 1세에 의하여 종식이 되었으나  동방교회의 자율권과 지위가 격상되었고, 동서교회간의 이질감을 조장하여 1054년 결정적인 분열로 이어지게 되었다.